# Золотая Гора (Самарская область)
Золота́я Гора́ — посёлок в Приволжском районе Самарской области России. Входит в состав сельского поселения Обшаровка.

## География
Посёлок находится в юго-западной части Самарской области, в пределах Низкого Заволжья, в лесостепной зоне, на левом берегу реки Сухая Ерыкла, вблизи места впадения её в реку Ерыкла, на расстоянии примерно 33 км (по прямой) к северо-востоку от села Приволжье, административного центра района. Абсолютная высота — 33 м над уровнем моря.
Климат
Климат характеризуется как умеренно континентальный. Среднегодовая температура — 4,6 °C. Средняя температура воздуха самого тёплого месяца (июля) — 21,1 °C (абсолютный максимум — 41 °C); самого холодного (января) — −12,3 °C (абсолютный минимум — −47 °C). Среднегодовое количество атмосферных осадков составляет 466 мм, из которых около 306 мм выпадает в период с апреля по октябрь. Снежный покров образуется в третьей декаде ноября и держится в течение 141 дня.
Часовой пояс
Посёлок Золотая Гора, как и вся Самарская область, находится в часовой зоне МСК+1. Смещение применяемого времени относительно UTC составляет +4:00.

## Население
| 2010 |
| ---- |
| 43   |

Половой состав
По данным Всероссийской переписи населения 2010 года в гендерной структуре населения мужчины составляли 46,5 %, женщины — соответственно 53,5 %.
Национальный состав
Согласно результатам переписи 2002 года, в национальной структуре населения русские составляли 83 % из 53 чел.